# Amblyeleotris cephalotaenia
Amblyeleotris cephalotaenia là một loài cá biển thuộc chi Amblyeleotris trong họ Cá bống trắng. Loài cá này được mô tả lần đầu tiên vào năm 1989.

## Từ nguyên
Từ định danh cephalotaenia được ghép bởi hai âm tiết trong tiếng Hy Lạp cổ đại: kephalḗ (κεφαλή; “cái đầu”) và tainía (ταινία; “dải, băng”), hàm ý đề cập đến hai vệt đen phía sau mắt ở loài cá này.

## Phân bố
A. cephalotaenia hiện chỉ được biết đến ở ngoài khơi đảo Hải Nam (Trung Quốc).